# Animazione con la sabbia

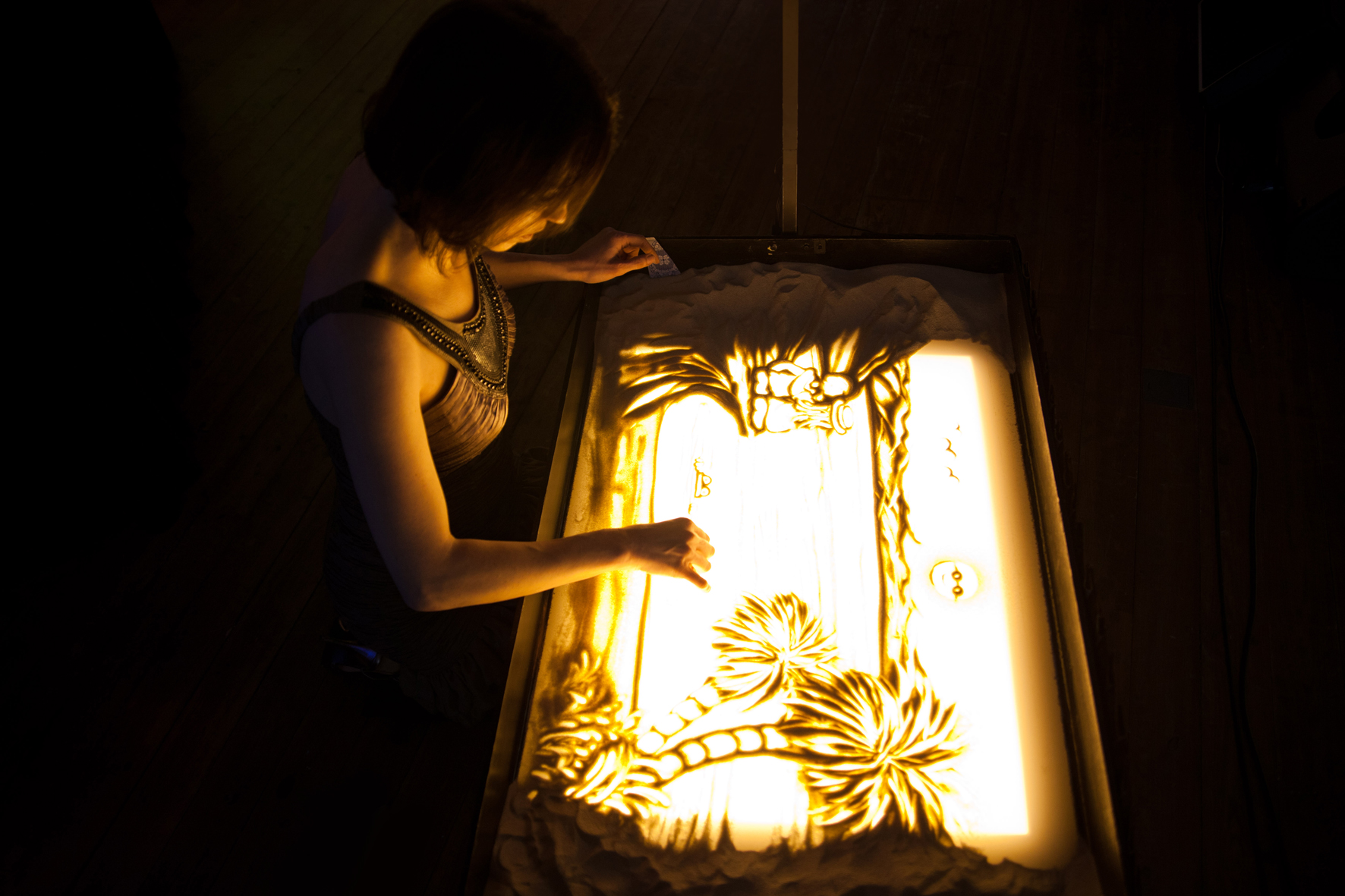
Animazione con la sabbia

L'animazione con la sabbia, conosciuta anche con il termine sand animation o sand art, è una tecnica cinematografica d'animazione che consiste nel creare immagini bidimensionali modellate sfruttando la plasticità della sabbia. La maggiore quantità o spessore della sabbia crea un effetto di luce-ombra.

## Descrizione
Esistono due stili: l'animazione vera e propria e quella intesa come performance d'artista dal vivo. Nel primo caso gli animatori creano con la sabbia ogni singolo fotogramma della pellicola di animazione. Nel secondo caso, l'artista crea a tempo di musica una serie di immagini disegnando linee e figure con la sabbia sopra una superficie traslucida (come una lavagna luminosa, tipo un overhead projector) o retroilluminata  (come un tavolo luminoso, simile a quello usato dai fotografi e dai radiologi per vedere i negativi): le figure sono riprese da una telecamera posta sopra il tavolo e le immagini vengono trasmesse su un maxischermo.

## Origini
Gli svizzeri Ernest e Gisèle Ansorge utilizzarono per primi la polvere nera di quarzo per le loro animazioni.
La tecnica fu perfezionata nel 1968 da Caroline Leaf, che utilizzo la sabbia e creò il suo primo film di animazione Sand, or Peter and the Wolf (letteralmente: "Sabbia, o Pierino e il lupo") presso l'università di Harvard. Il cortometraggio fu realizzato modellando la sabbia su una lightbox fotogramma per fotogramma.

## Disegni con la sabbia in televisione

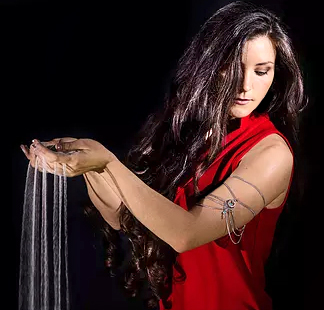
Artista della sabbia Simona Gandola

Su Rai Yoyo molti bambini si sono fatti cullare, prima di andare a dormire, dalle favole raccontate con questa tecnica nel programma Buonanotte con le favole di YoYo. Greta Pierotti le ha raccontate mentre degli artisti, tra cui Simona Gandòla, Michelangelo Fornaro, Federico Faini e Anna Maria Pagliei, le hanno illustrate con la sabbia.

## Il successo di Ksenija Symonova

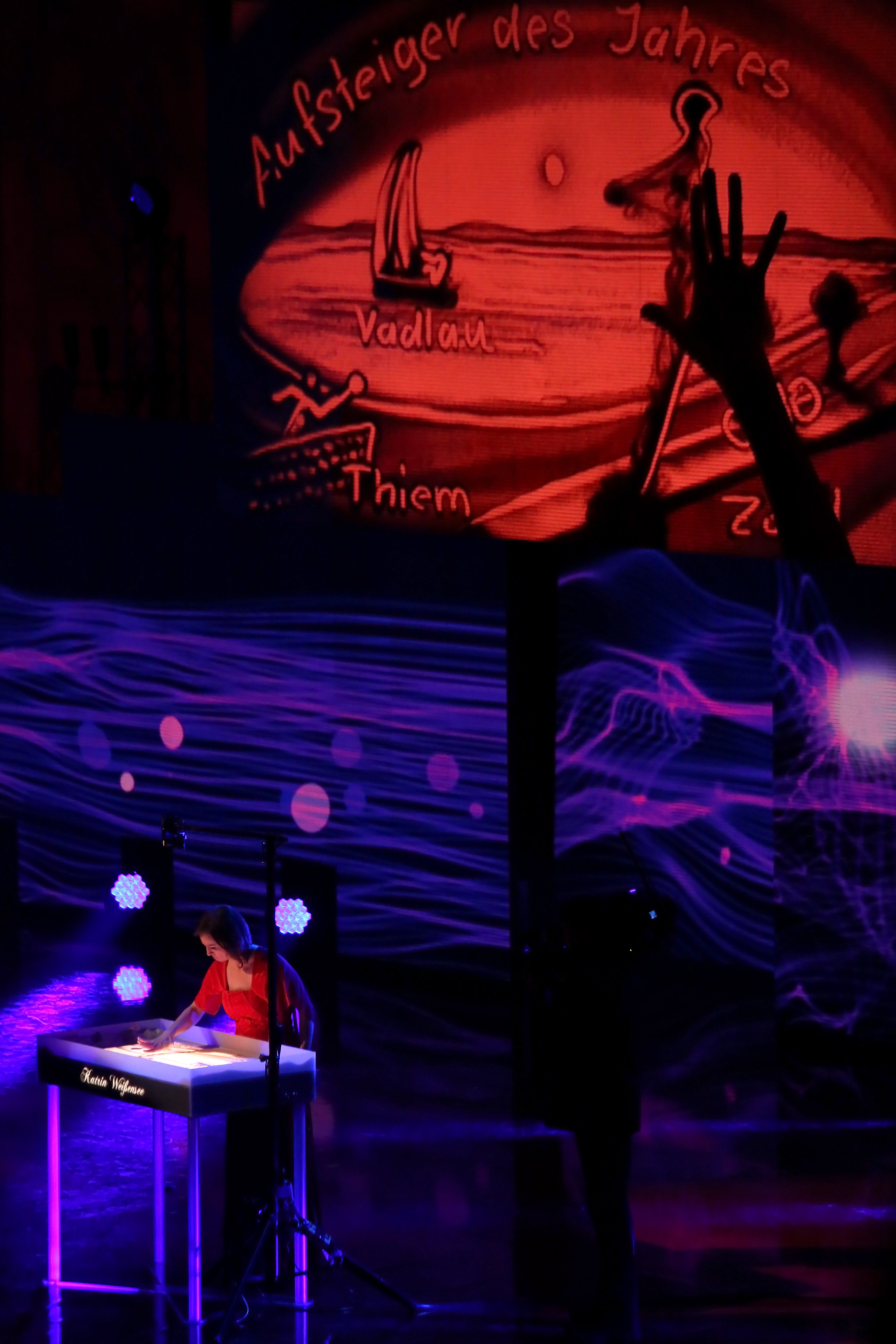
Esibizione di animazione con la sabbia di Katrin Weißensee (Vienna, 2013)

Nel 2009 Ksenija Symonova partecipò all'edizione ucraina del format televisivo Got Talent con una performance d'artista dal vivo, presentando un'animazione con la sabbia di otto minuti: la storia narrava di una giovane coppia separata durante la seconda guerra mondiale. Successivamente vinse la finale con una storia su un ragazzo che, a causa del successo, aveva abbandonato i genitori. Successivamente Ksenia Simonova si esibì nel 2011 insieme al cantante rappresentate dell'Ucraina all'Eurovision Song Contest 2011.